# Nélida, tóxica
Nélida, tóxica  es el capítulo trigésimo segundo de la segunda temporada de la serie de televisión argentina Mujeres asesinas. Este episodio se estrenó el día 14 de noviembre de 2006. En el libro de Mujeres asesinas este capítulo recibe el nombre de Nélida B., tóxica añadiendo únicamente la inicial del apellido de la asesina.
Este episodio fue protagonizado por Laura Novoa, en el papel de asesina. Coprotagonizado por Fernán Mirás. Y las participaciones de Roxana Randón, Marta Betoldi, Graciela Pal, Gabo Correa y Fausto Collado

## Desarrollo

### Trama
Nélida (Laura Novoa) es una mujer en apariencia sumisa, víctima de violencia y el constante maltrato de su marido Walter (Fernán Mirás), con quien tiene un hijo. Celoso hasta el hastío, agresivo y paranoico, Walter está obsesionado por la "infidelidad" de su mujer. Hace todo lo posible para que Nélida esté bajo su control. Cuando ella le niega la infidelidad, él se pone violento. Las agresiones y desconfianza no cesarán. Viendo que esos conflictos no tienen fin, Nélida decide poner fin a sus problemas y la única salvación será el raticida que le echa al té que le daba cada noche a Walter. Al final todo eso da resultado, hasta que Walter muere. 

### Condena
Tras varias horas de interrogatorio Nélida B. admitió que ella había sido la responsable. Fue condenada a 12 años de prisión por homicidio premeditado, agravado por el vínculo. Durante su detención tuvo dos intentos de suicidio fallidos. No quiso volver a ver a su hijo y recibía, solamente, la visita de su madre. Encarcelada, murió víctima de un cáncer de páncreas.

## Elenco
- Laura Novoa
- Fernán Mirás
- Roxana Randón
- Marta Betoldi
- Graciela Pal
- Gabo Correa
- Coni Marino
- Fausto Collado

## Adaptaciones
- Mujeres asesinas (México): Jessica, tóxica - Alejandra Barros